# 溝海線
溝海線（こうかいせん）は中華人民共和国の鉄道路線。1970年に建設され、東の瀋大線唐王山駅（運行系統としては海城駅起点）と西の京哈線の溝幇子駅（錦州市）を連絡する全長101.7kmの路線。盤錦市の新興工業地帯を結び、瀋大線のバイパス線的役割を果たし、北京方面からの高速列車が同線を経由する。単線電化されており、旅客貨物共用。

## 駅名一覧
溝幇子 - 五七（貨物駅） - 友誼 - 盤錦 - 渤海 - 新開 - 拉拉屯 - 牛荘 -  西柳 - 唐王山 - 海城
| スタブアイコン | サブスタブ | この項目は、まだ閲覧者の調べものの参照としては役立たない、鉄道に関連した書きかけの項目です。この項目を加筆・訂正などしてくださる協力者を求めています（P:鉄道/PJ:鉄道）。 |